# Eddy Boissézon
Marie Cyril Eddy Boissézon, dit Eddy Boissézon, né le 28 mars 1952, est un homme d'État mauricien, vice-président de la république de Maurice de 2019 à 2024.

## Biographie
Ancien membre du Mouvement militant mauricien (MMM), il rejoint en 2014 le Muvman Liberater dirigé par Ivan Collendavelloo. Lorsque Pravind Jugnauth succède à son père en tant Premier ministre de Maurice, il est nommé ministre de la fonction publique et des réformes administratives. Une fonction qu'il occupe jusqu'au 12 novembre 2019.
Le 2 décembre 2019, il est élu vice-président de la République par l'Assemblée nationale et investi le même jour.